# Rhagio strigosus
Rhagio strigosus är en tvåvingeart som först beskrevs av Johann Wilhelm Meigen 1804.  Rhagio strigosus ingår i släktet Rhagio och familjen snäppflugor. Inga underarter finns listade i Catalogue of Life.